# Colobomatus icopaius
Colobomatus icopaius is een eenoogkreeftjessoort uit de familie van de Philichthyidae. De wetenschappelijke naam van de soort is voor het eerst geldig gepubliceerd in 1989 door West.